# Szent Margit-templom (Kaposvár)
A Szent Margit-templom Kaposvár egyik legfiatalabb temploma.

## Története
A második világháború végéhez közeledve a városlakókat egyre nagyobb aggódás fogta el. 1944 novemberének végén, néhány nappal azelőtt, hogy a szovjetek bevonultak volna a városba, az összes kaposvári katolikus templomban kihirdették a fogadalmat, hogy ha a város megmenekül a háborús pusztítástól, hálából új templomot fognak építeni az előző évben szentté avatott Árpád-házi Szent Margit tiszteletére, a költségeket pedig igyekeznek adományokból fedezni. Bár a front később átvonult a városon, és négy polgári áldozat mellett 41 német, olasz és magyar katona is életét vesztette a hadműveletek során, a nagyobb pusztítás végül elkerülte Kaposvárt, többek között azért, mert a magyar utászok és munkások megmentették a már aláaknázott és a távozó németek által felrobbantásra kijelölt üzemeket és közlekedési létesítményeket. Így a katolikus közösség nekiállt, hogy beváltsa fogadalmát.
Úgy határoztak, hogy az akkor még a város északnyugati szélén elterülő úgynevezett Szedresben fog felépülni az új templom, ahol akkor még nyoma sem volt a mai hatalmas lakótelepeknek. 1946. szeptember elsején körmenetben vonultak a helyszínre, ahol Longauer Imre hittanár, későbbi plébános tartott szentbeszédet, majd hamarosan megkezdődött az adományok gyűjtése. Nagy lökést adott ennek az, hogy október 26-án Bánáss László veszprémi apostoli kormányzó és Szemes József veszprémi plébános, Szent Margit egy koponyacsont-ereklyéjének hivatalos őre (Taszár irányából, autón) a városba hozta ezt a bizonyos ereklyét. Másnap a katolikus közösség tagjai az ereklyével egy körmenetben a Hősök templomától indulva, a Fő utcán át a Nagyboldogasszony-székesegyházhoz vonultak, majd a Kossuth téren szentmisét mutattak be. Sokan adakoztak, többek között a tervezett templomhoz közeli Petőfi iskola és a Rokkanttelepi (a mai Rákóczi) iskola tanulói, sőt, volt olyan súlyosan beteg asszony is, aki karkötőjét és aranyóráját adta oda. Voltak olyan fuvarosok, akik szabadidejükből áldoztak rá, hogy téglát hordjanak az építkezéshez, amely végül 1947. június 23-án kezdődött meg.
A munkálatokat kezdetben Légrádi Ottó, később Harsányi Géza vezette, de lassan haladtak, az 50-es években pedig teljesen le is állt az építkezés. Ráadásul az 1956-os forradalom utáni „rendcsinálás” részeként három évvel később eltávolították Kaposvárról Longauer atyát, aki talán a legtöbbet tette az építkezésért. Sebestyén József apátplébános segítségével azonban később folytatódott az építés, és 1971-ben már a felszentelésre is sor kerülhetett.
A Szent Margit–Szent József plébánia 1987-ben jött létre, első plébánosa Rózsás László volt, majd 1996-tól Nagy Vendel, 2003-tól pedig Rumszauer Miklós tevékenykedett ebben a tisztségben. 2006. január 14-én, a felszentelés 35. évfordulójára újra Kaposvárra hozták a Margit-ereklyét, ami egy egyhetes ünnepségsorozat kezdetét is jelentette.

## Az épület
A háromhajós, 48 méter hosszú, 16,5 méter széles, bazilikális szerkezetű, félköríves szentélyben végződő, sík mennyezetű templom érdekessége, hogy nincs tornya, hanem ehelyett egy, a karzatlépcsőnek is helyt adó, nagyméretű, diadalívszerű építményrész képezi a főhomlokzatát, bár eredetileg volt olyan terv is, hogy két tornya lesz majd. Itt helyezték el Szent Margit szobrát, fölötte pedig a következő felirat olvasható: „Árpádházi - Szent Margit könyörögj magyar nemzetedért” (korábban: „Szent Margit könyörögj érettünk”). A templom színes üvegablakain több adományozó neve is szerepel, a belső freskó pedig szintén Szent Margitot ábrázolja, amint megáldja a város templomait. A padok Molnár László helyi asztalosmester munkái. A bejárati kapu üvegezett, betétrácsán összesen négyféle jelkép figyelhető meg: az IHS és az XP felirat Jézusra utal, a földre tett korona fölé magasodó kereszt Margitot jelképezi, ugyanúgy, mint a szüzességet jelképező liliom, amelyet egy M betű közepére helyeztek el.
A templom mellett áll Kaposvár legrégebbi, 1791-ben készült kőkeresztje, amelyet felújítás után helyeztek át ide (eredetileg a Kanizsai utca elején állt). Egy ideig szintén emellett a templom mellett állt a ma az Arany János téren látható, 1766-ból származó Szent Rókus-szobor is.

## Képek

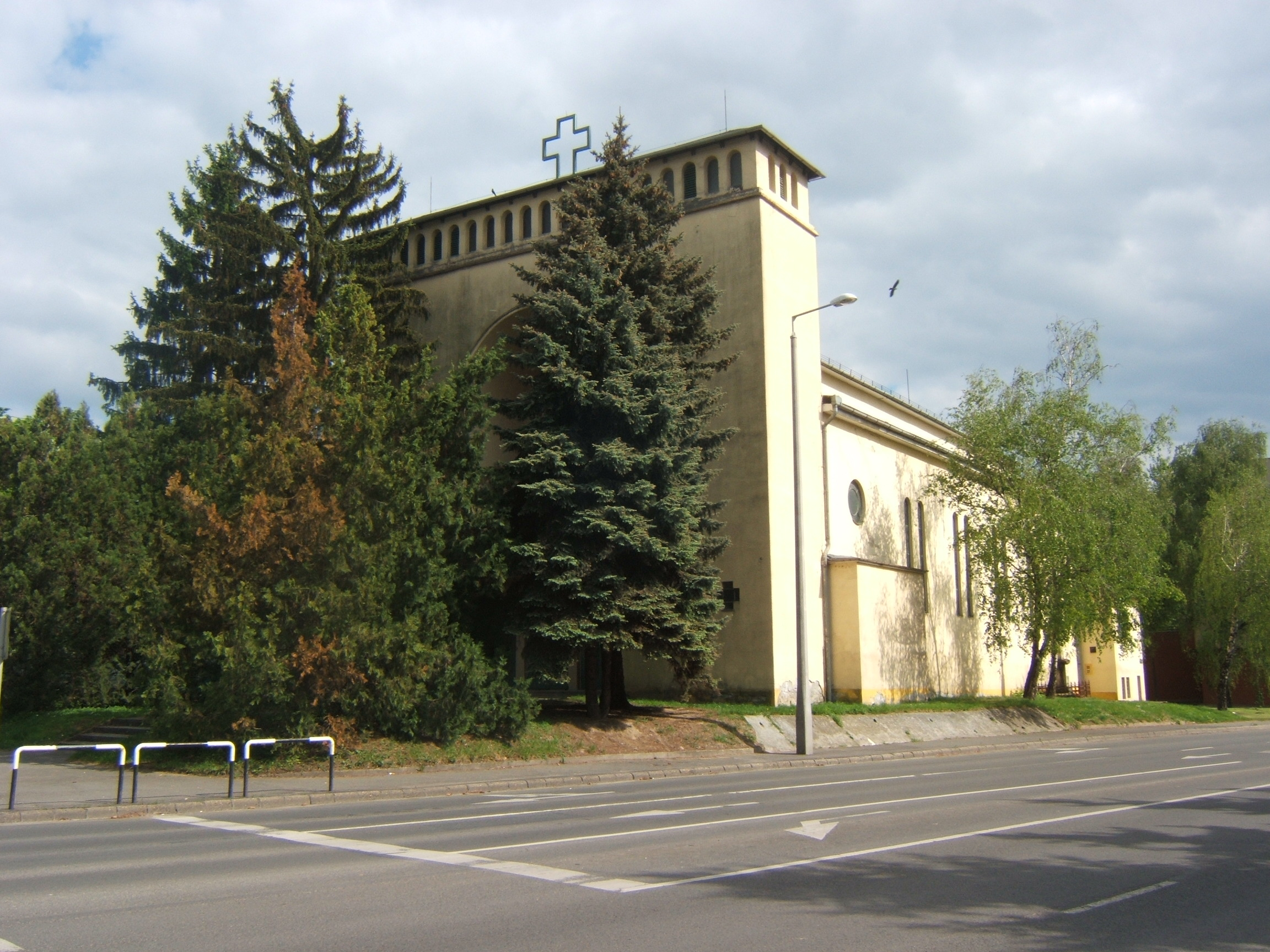
A templom északnyugatról
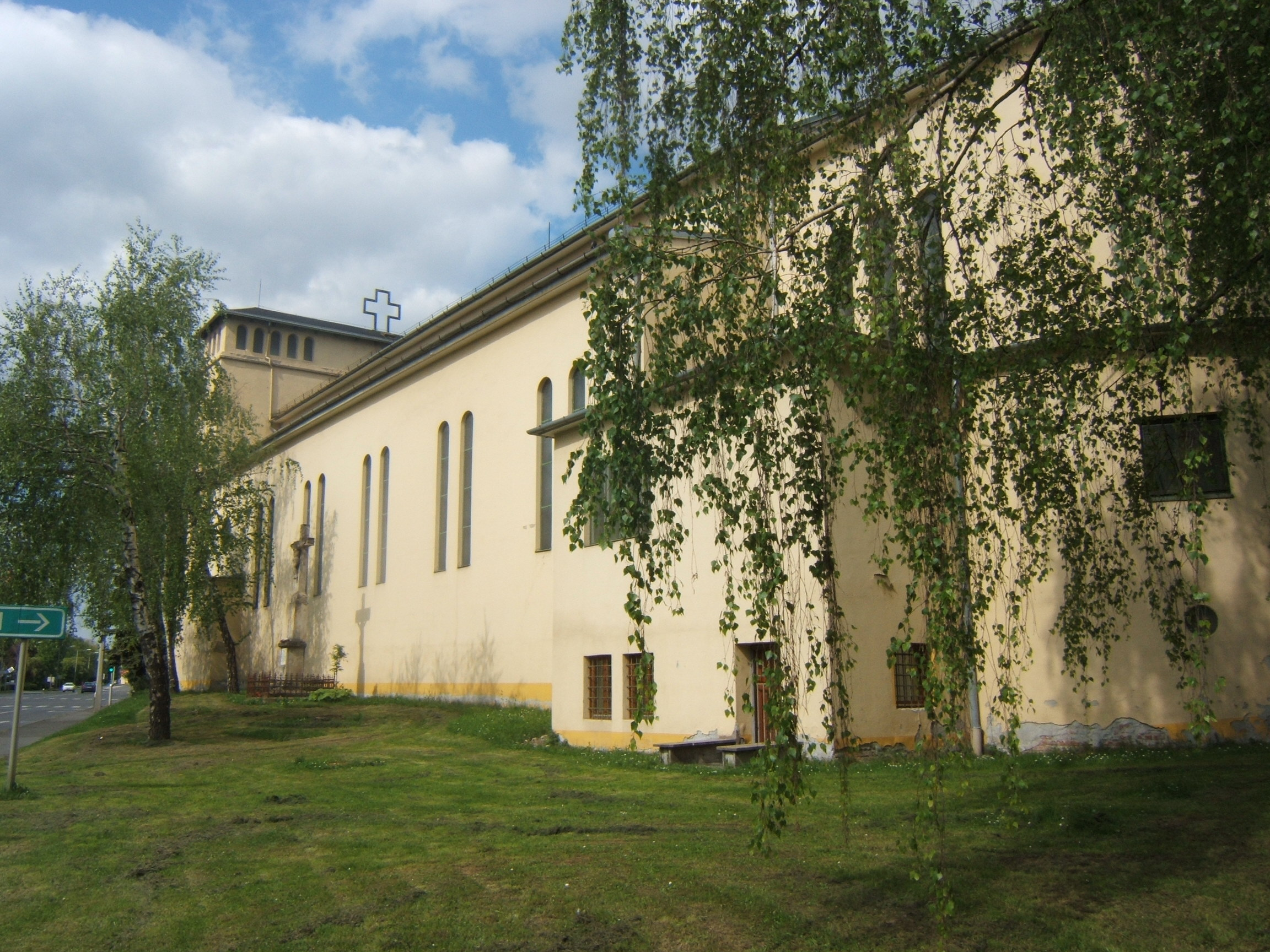
A templom délnyugatról
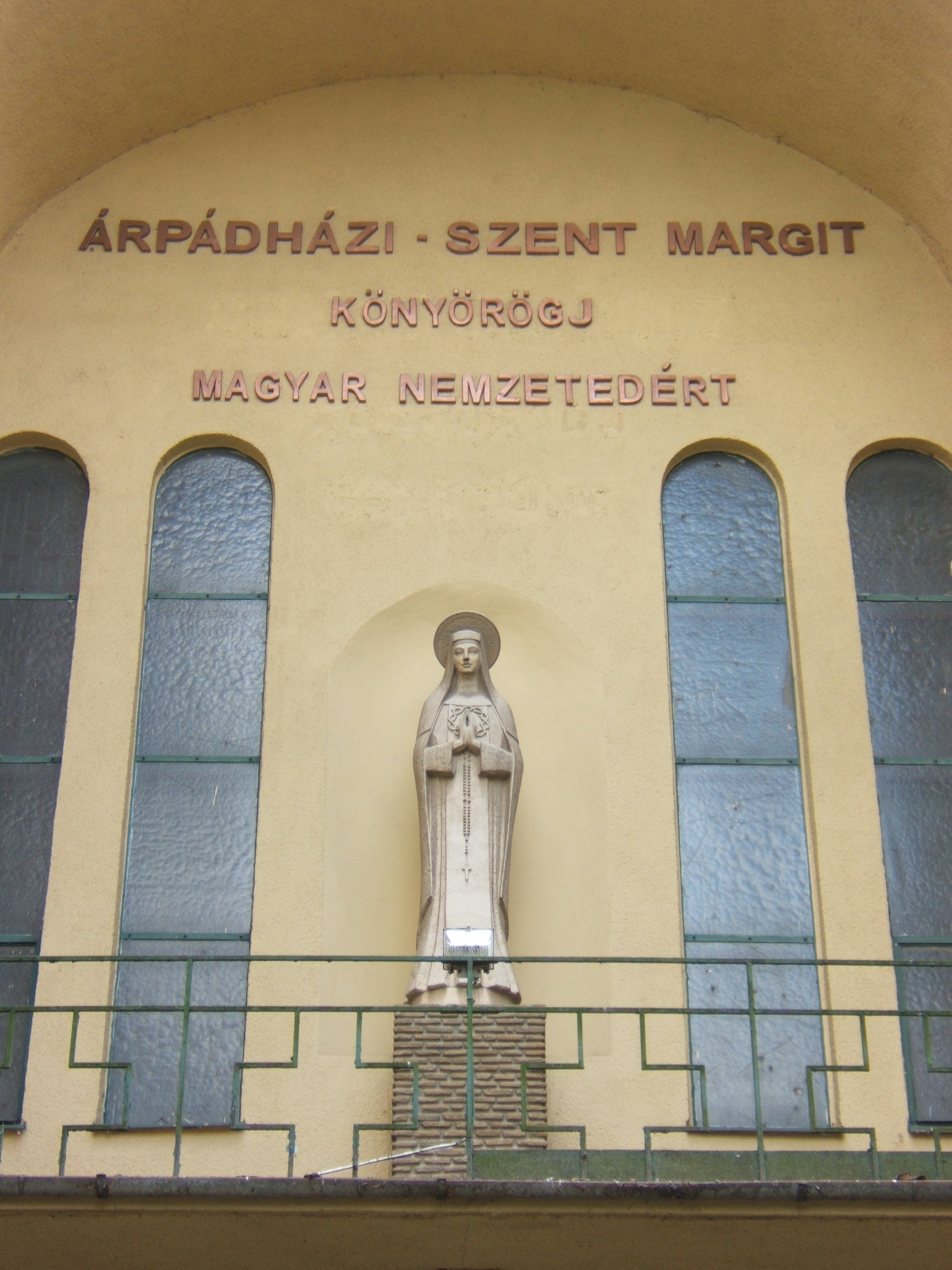
Szent Margit szobra és a felirat
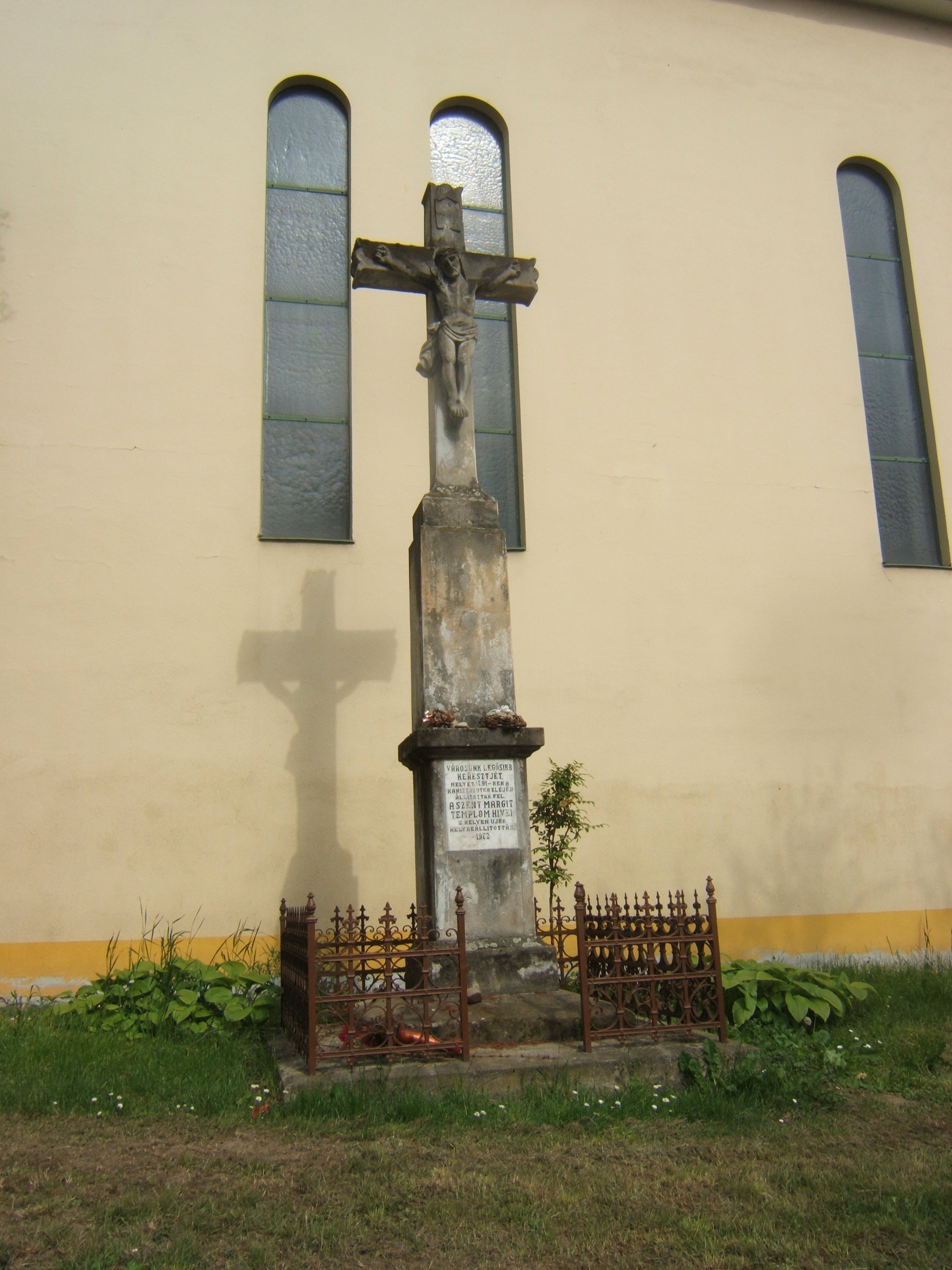
Kaposvár legrégebbi keresztje